# Фоксфаєр (Північна Кароліна)
Фоксфаєр (англ. Foxfire) — селище (англ. village) в США, в окрузі Мур штату Північна Кароліна. Населення — 1288 осіб (2020).

## Географія
Фоксфаєр розташований за координатами 35°10′40″ пн. ш. 79°33′43″ зх. д. / 35.17778° пн. ш. 79.56194° зх. д. (35.177890, -79.562000).  За даними Бюро перепису населення США в 2010 році селище мало площу 17,31 км², з яких 17,16 км² — суходіл та 0,15 км² — водойми. В 2017 році площа становила 18,43 км², з яких 18,28 км² — суходіл та 0,15 км² — водойми.

## Демографія
Згідно з переписом 2010 року, у селищі мешкали 902 особи в 437 домогосподарствах у складі 289 родин. Густота населення становила 52 особи/км².  Було 523 помешкання (30/км²).
Расовий склад населення:
| - 89,8 % — білих - 8,5 % — чорних або афроамериканців - 0,4 % — азіатів - 0,3 % — корінних американців |

До двох чи більше рас належало 0,6 %. Частка іспаномовних становила 0,7 % від усіх жителів.
За віковим діапазоном населення розподілялося таким чином: 12,6 % — особи молодші 18 років, 57,7 % — особи у віці 18—64 років, 29,7 % — особи у віці 65 років та старші. Медіана віку мешканця становила 54,1 року. На 100 осіб жіночої статі у селищі припадало 88,7 чоловіків;  на 100 жінок у віці від 18 років та старших — 90,3 чоловіків також старших 18 років.
Середній дохід на одне домашнє господарство  становив 74 092 долари США (медіана — 57 083), а середній дохід на одну сім'ю — 86 101 долар (медіана — 78 250). За межею бідності перебувало 2,6 % осіб, у тому числі 0,0 % дітей у віці до 18 років та 4,0 % осіб у віці 65 років та старших.
Цивільне працевлаштоване населення становило 554 особи. Основні галузі зайнятості: освіта, охорона здоров'я та соціальна допомога — 31,4 %, виробництво — 19,3 %, роздрібна торгівля — 10,6 %, мистецтво, розваги та відпочинок — 10,3 %.